# Bomberman GB
Wario Blast: Featuring Bomberman! en Amérique du Nord et en Europe, et Bomberman GB au Japon, est un jeu vidéo pour Game Boy développé par Hudson Soft en 1994. Le jeu sera plus tard remplacé par Bomberman GB 2 au Japon, sous le nom de Bomberman GB en Amérique du Nord et en Europe, et Bomberman GB 3, celui-ci ayant sorti uniquement au Japon.
Ce dernier n'est pas à confondre avec le jeu Bomberman GB sorti au Japon. En effet, le jeu Bomberman GB japonais a été renommé Wario Blast: Featuring Bomberman! dans le reste du monde. Le jeu Bomberman GB 2 sorti au Japon a été renommé Bomberman GB en Amérique du Nord et en Europe, en raison de la sortie du jeu précédent sous le titre Wario Blast: Featuring Bomberman!.

## Système de jeu
Dans Bomberman GB, White Bomberman est sur sa moto, quand il est soudainement pris en embuscade par Black Bomberman et son gang, qui le brutalisent et volent tous ses objets power-up. Maintenant, White Bomberman doit les affronter pour récupérer ses objets volés.
Dans Wario Blast: Featuring Bomberman!, Wario tombe un jour dans le monde de Bomberman et, étant du genre malin qu'il est, décide de piller ce monde pour son propre profit. Bomberman est le seul qui se trouve entre Wario et la décimation complète de son monde.
Chaque étape est vue d'un point de vue aérien. L'objectif du jeu est de faire exploser tous les ennemis pour passer à l'étape suivante. Les blocs de pierre peuvent également être explosés. Certains blocs de pierre contiennent des bonus qui augmentent la puissance des bombes ou le nombre de bombes pouvant être posées. Dans Wario Blast, le joueur peut jouer en tant que Wario ou Bomberman, mais cela ne change que les trois ennemis Black Bombermen sont convertis en trois clones Wario, et inversement.
Le jeu a été amélioré pour jouer sur la Super Nintendo via le Super Game Boy. Le jeu amélioré offre des graphismes en couleur, des sons d'explosion personnalisés, un mode multijoueur qui permet un jeu simultané allant jusqu'à quatre joueurs et, dans Wario Blast, un cadre spécial Wario et Bomberman autour de l'écran du téléviseur. Le jeu utilise un système de mot de passe pour enregistrer la progression, où les mots de passe pour Wario sont les mêmes que pour Bomberman, mais écrits à l'envers.

## Accueil
GamePro a critiqué les graphismes du jeu et les commandes difficiles, mais a jugé le jeu globalement agréable en raison de ses éléments classiques de Bomberman, résumant qu'"un concept légendaire bénéficie d'un excellent traitement Nintendo". Nintendo Power a commenté que le jeu était "une grande action multijoueur" avec "une bonne utilisation des couleurs et de la musique du Super Game Boy" et que le jeu avait "des zones plus grandes que dans les précédents jeux Bomberman". Les critiques ont commenté les graphiques en déclarant qu'il était «difficile de reconnaître votre personnage» et que plus de personnages auraient aidé.
Le magazine Games World a attribué au jeu un score de 86%. Dave Perry a déclaré qu'ils "adorent Bomberman dans ce bureau" et que le port Game Boy "est l'interprétation portable parfaite du" jeu.

## Bomberman GB 2
Bomberman GB 2 est le deuxième opus de la série Bomberman GB, sorti au Japon en 1995. En Amérique du Nord et en Europe, le jeu est sorti en 1998 sous le nom Bomberman GB, en raison de la sortie du jeu précédent sous le titre Wario Blast: Featuring Bomberman!.
Bomberman, surnommé "Indy Bomber", entreprend un long voyage pour découvrir un trésor légendaire appelé "Ring of Wishes", littéralement la "Bague des Souhaits". Il découvre une écriture et commence à la lire, mais tombe subitement dans un piège dans le sol et se retrouve dans une grotte. Maintenant, il doit trouver le moyen de sortir de la grotte et retrouver la "Bague des Souhaits".
En mode solo, l'objectif principal est de vaincre tous les ennemis qui se cachent dans la grotte et de trouver la sortie une fois terminé. Il y a deux modes qui peuvent être sélectionnés avant chaque nouvelle étape; le mode A, où le joueur n'a simplement qu'à détruire tous les ennemis, et le mode B, où le joueur doit vaincre les ennemis dans un certain ordre. Lorsqu'une zone est terminée, le joueur gagne une nouvelle capacité pour l'aider dans les niveaux ultérieurs.
Le jeu prend en charge jusqu'à quatre joueurs grâce à l'utilisation du câble Game Link et du Super Multitap si utilisé sur un Super Game Boy.